# Edward Scriven
Pour les articles homonymes, voir Scriven (homonymie).
Edward Scriven (Alcester, 1775 — Londres, 1841) est un graveur au pointillé et à la manière de crayon de portraits ainsi qu'un collectionneur de dessins et d'estampes britannique.
Il est un graveur éminent de sa génération avec 210 portraits qui lui sont attribués par la National Portrait Gallery.

## Biographie
Edward Scriven naît en 1775 à Alcester, près de Stratford-upon-Avon dans le Warwickshire, en Angleterre, bien que son nom n'apparaisse pas dans le registre paroissial,,.
Ayant une forte prédisposition pour l'art, Edward Scriven devient pendant sept ou huit ans l'élève du graveur Robert Thew (en), s'installant avec lui à Northaw et avec lequel il produit des gravures pour l'éditeur John Boydell,,. À la mort de Thew en 1802, Scriven part à Londres où il le remplace comme Graveur historique auprès du prince de Galles, et travaille sur les ouvrages les plus importants de l'époque, aussi bien directement avec des éditeurs qu'avec des institutions comme la Société des Dilettanti, la Boydell Shakespeare Gallery. Lors de la succession du prince de Galles au trône en 1820, George IV nomme Scriven graveur historique du roi.
Scriven devient un « graveur éminent de sa génération », produisant plus de 200 gravures de portraits.
Scriven contribue à plusieurs livres abondamment illustrés et produit plusieurs séries de gravures, notamment The Coronation of his most Sacred Majesty King George IV (« Le couronnement de sa très sacrée majesté le roi George IV », 1837), documentant l'apparence et le costume de ceux qui ont pris part au couronnement.
Considéré comme un homme d'une grande bienveillance et très actif parmi les membres de sa profession pour la promouvoir, il est l'un des principaux partisans et fondateurs du Artists' Annuity Fund (Fonds de rente des artistes) en 1810,.
Edward Scriven meurt le 23 août 1841 à son domicile du 46, Clarendon Square, à Londres, laissant une veuve et cinq enfants. Il est enterré au cimetière de Kensal Green, où une pierre a été érigée à sa mémoire par les membres du Fonds des artistes,,.

## Élèves notables
Edward Scriven a notamment eu comme élèves le Gallois Benjamin Phelps Gibbon (en) et l'Anglais Robert William Sievier.

## Œuvre
Edward Scriven grave principalement au pointillé, technique dans laquelle il acquiert une « grande excellence », et à la manière de crayon, ; il produit néanmoins ses dernières estampes au trait.
Ses estampes montrent « du bon goût » et sont des représentations « élégantes » de l'art particulier du peintre.
Edward Scriven a principalement travaillé pour des éditeurs de livres et de publications en série coûteux, comme :
- British Gallery of Portraits (« Galerie britannique de portraits », 1809–17)
- The Fine Arts of the English School de l'éditeur John Britton (Les beaux-arts de l'École anglaise, 1810)[2]
- Ancient Marbles in the British Museum (« Marbres anciens au British Museum », 1814)
- British Gallery de Henry Tresham et William Young Ottley (1818 ou 1828)
- Portraits of Illustrious Persons d'Edmund Lodge (en) (« Portraits de personnes illustres », 1821-1834)
- Ædes Althorpianæ, or an Account of the Mansion, Books, and Pictures, at Althorp de Thomas Frognall Dibdin (« Référentiel de la Mansion, des Livres et des Tableaux à Althorp », 1822)
- National Portrait Gallery de William Jerdan (en) (1830-1834)
- Beauties of the Court of Charles II d'Anna Brownell Jameson (« Beautés de la Cour de Charles II », 1833)

Parmi ses quelques estampes individuelles :
- Telemachus and Mentor discovered by Calypso d'après Richard Westall (« Télémaque et Mentor découverts par Calypso », 1810)
- Un portrait du révérend Rowland Broomhead, d'après Joseph Allen, 1813
- Un portrait de Thomas Clifford (1er baron Clifford de Chudleigh), d'après Samuel Cooper, 1819
- Miranda, d'après William Hilton, 1828
- Un portrait d'Edward Daniel Clarke, d'après John Opie, 1828

Il a également gravé un ensemble d'études de têtes de Benjamin West pour la série Select groups from the grand picture of Christ rejected (Groupes sélectionnés dans le grand tableau du Christ rejeté de Benjamin West), publiée en 1814 à Londres par Thomas Clay : les estampes sont des pointillés sur papier d'après des dessins préparatoires de Henry Corbould (en),,.

Œuvres d'Edward Scriven
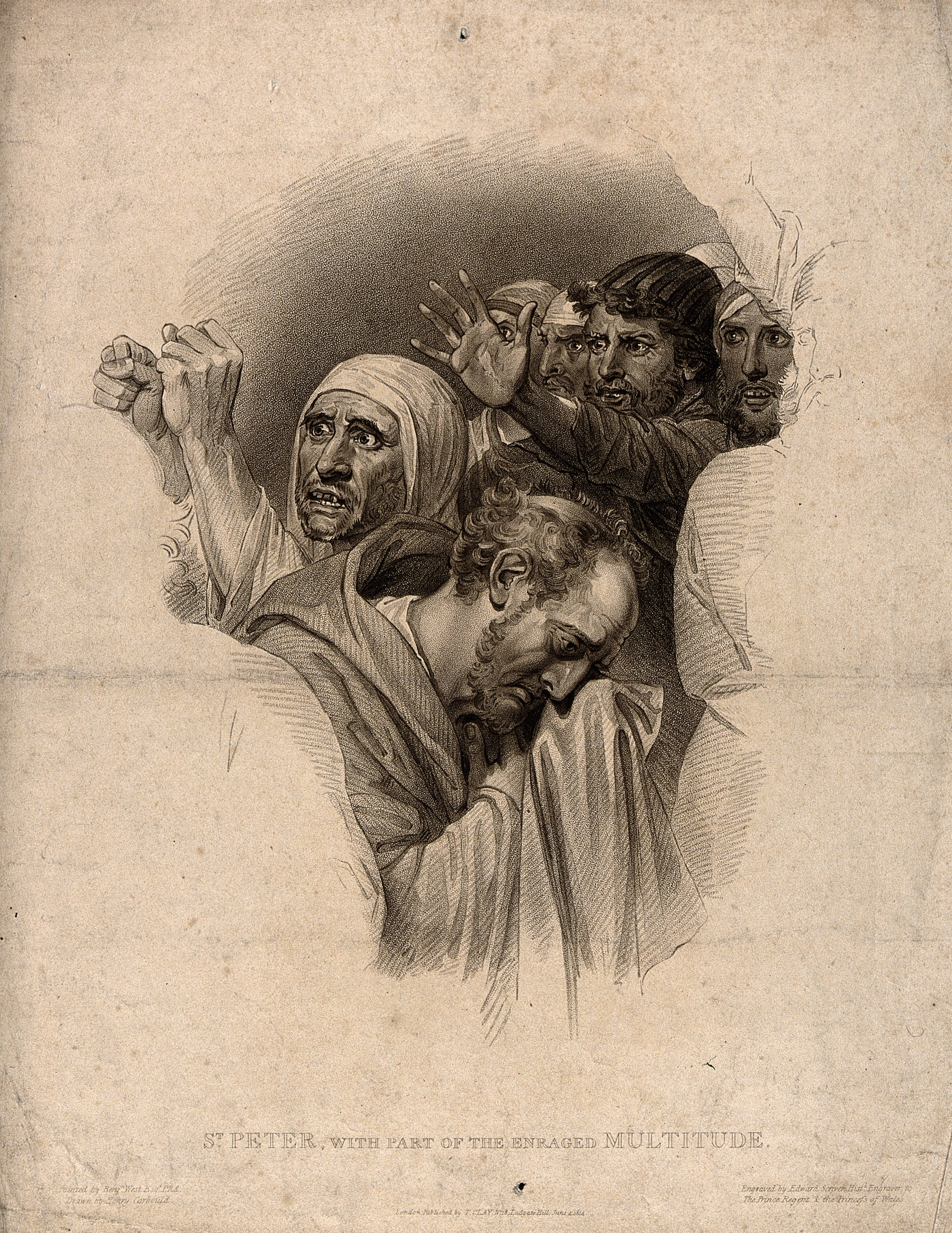
Saint Peter, par Edward Scriven d'après Henry Corbould (en) (d'après le tableau Christ Rejected de Benjamin West (1814).
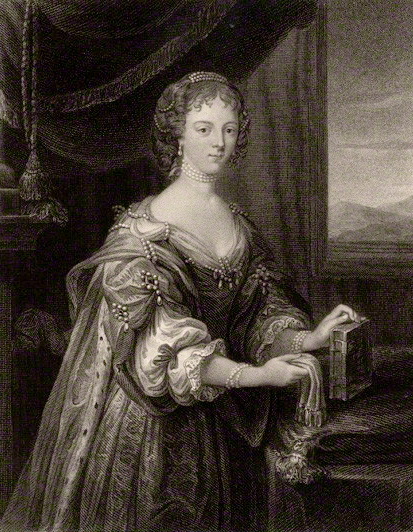
Blanche Arundell (n. d.).
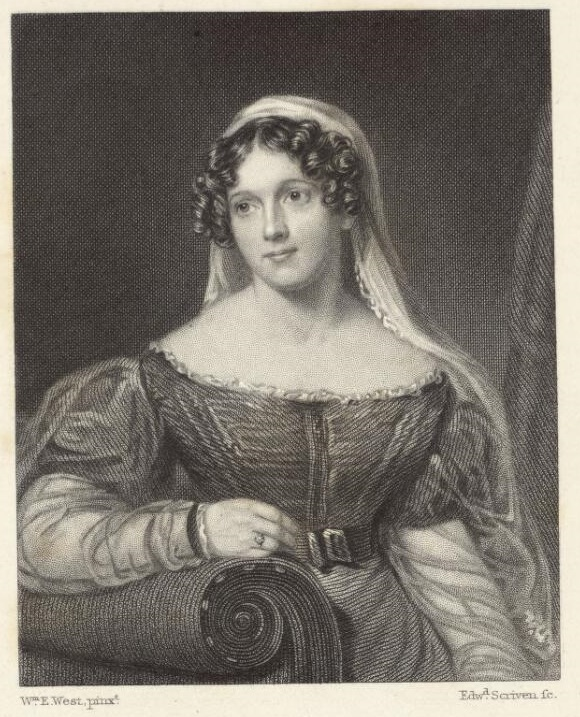
Portrait of Felicia Hemans (n. d.)
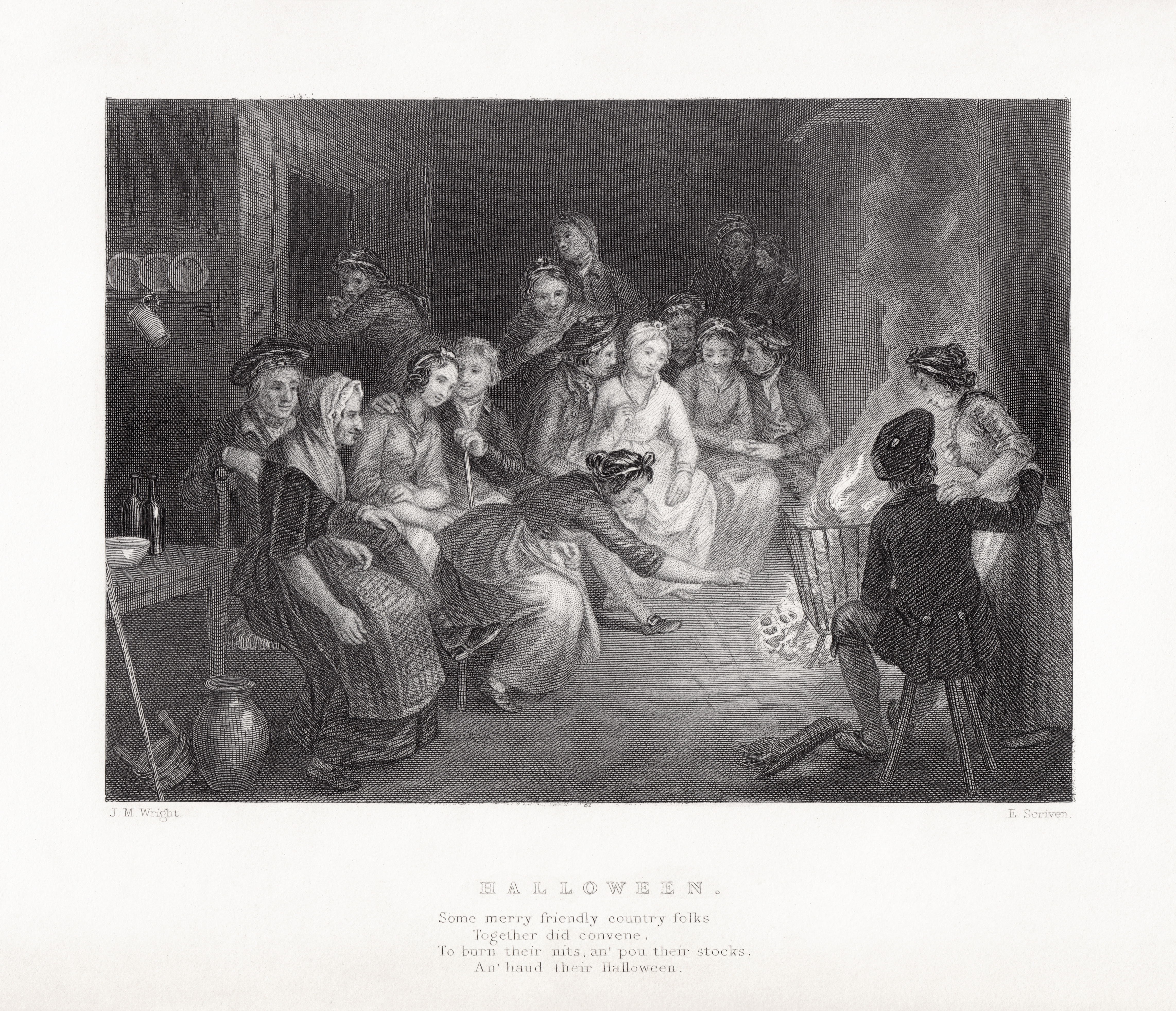
Halloween, par Edward Scriven d'après John Masey Wright (en) (c. 1841)

## Conservation
Les œuvres d'Edward Scriven sont conservées dans plusieurs institutions :
- National Portrait Gallery (Royaume-Uni)[4]
- National Gallery of Art (Royaume-Uni)[11]
- Bibliothèque nationale du pays de Galles (Royaume-Uni)[12]
- Musée d'Art d'Auckland (Nouvelle-Zélande)[13]
- Te Papa Tongarewa[14]